# جامعة أريزونا الشمالية
جامعة أريزونا الشمالية (بالإنجليزية: Northern Arizona University)‏ هي جامعة بحثية عامة، ومؤسسة تعليمية عامة في الولايات المتحدة، تأسست في 1899، في الولايات المتحدة، وهي عضوة في Association of Public and Land-grant Universities ‏.

## معرض صور

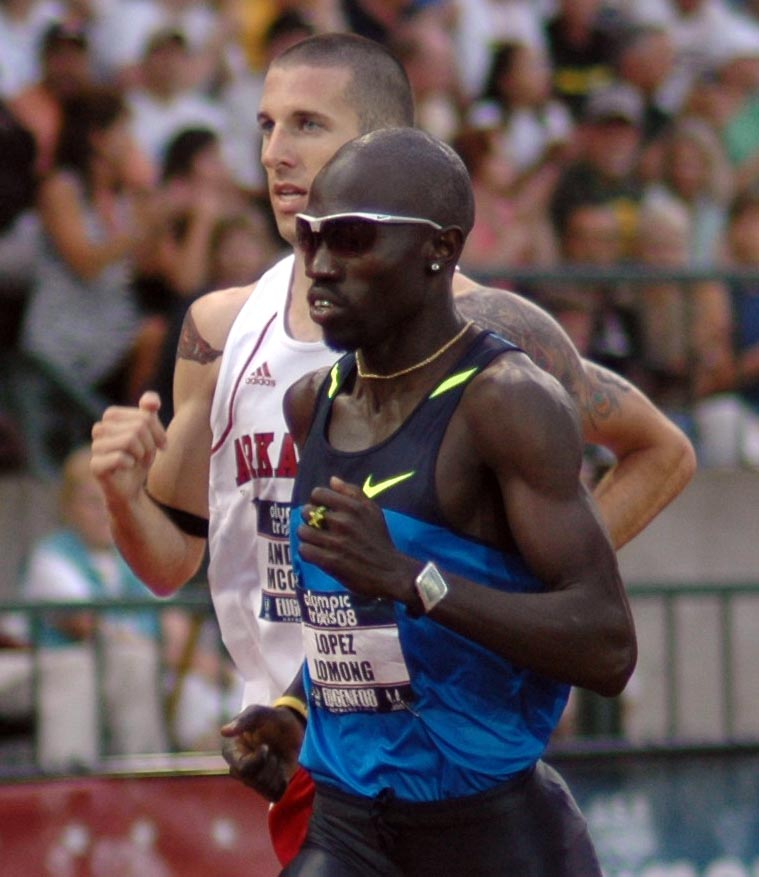
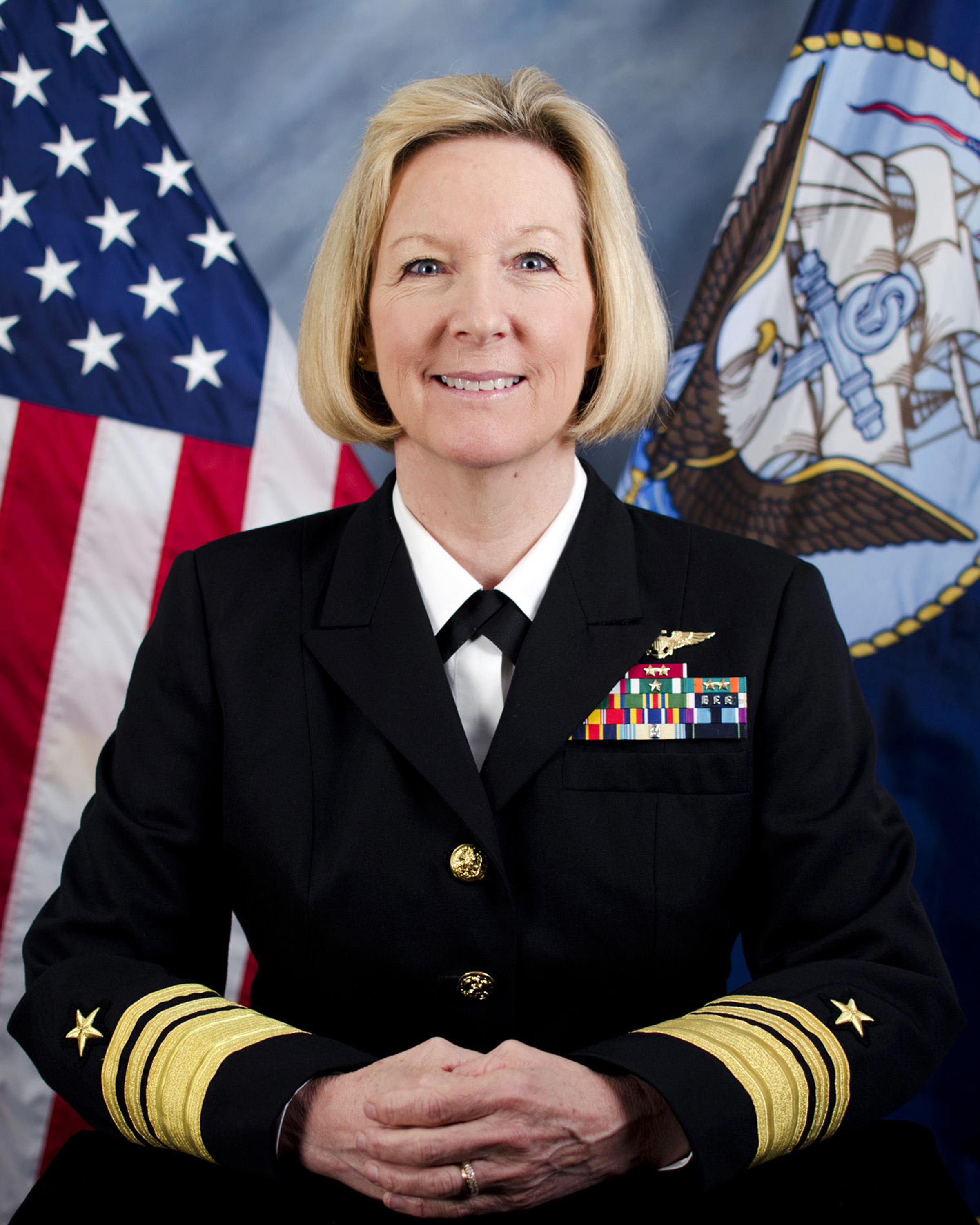
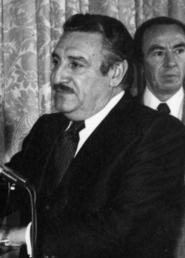
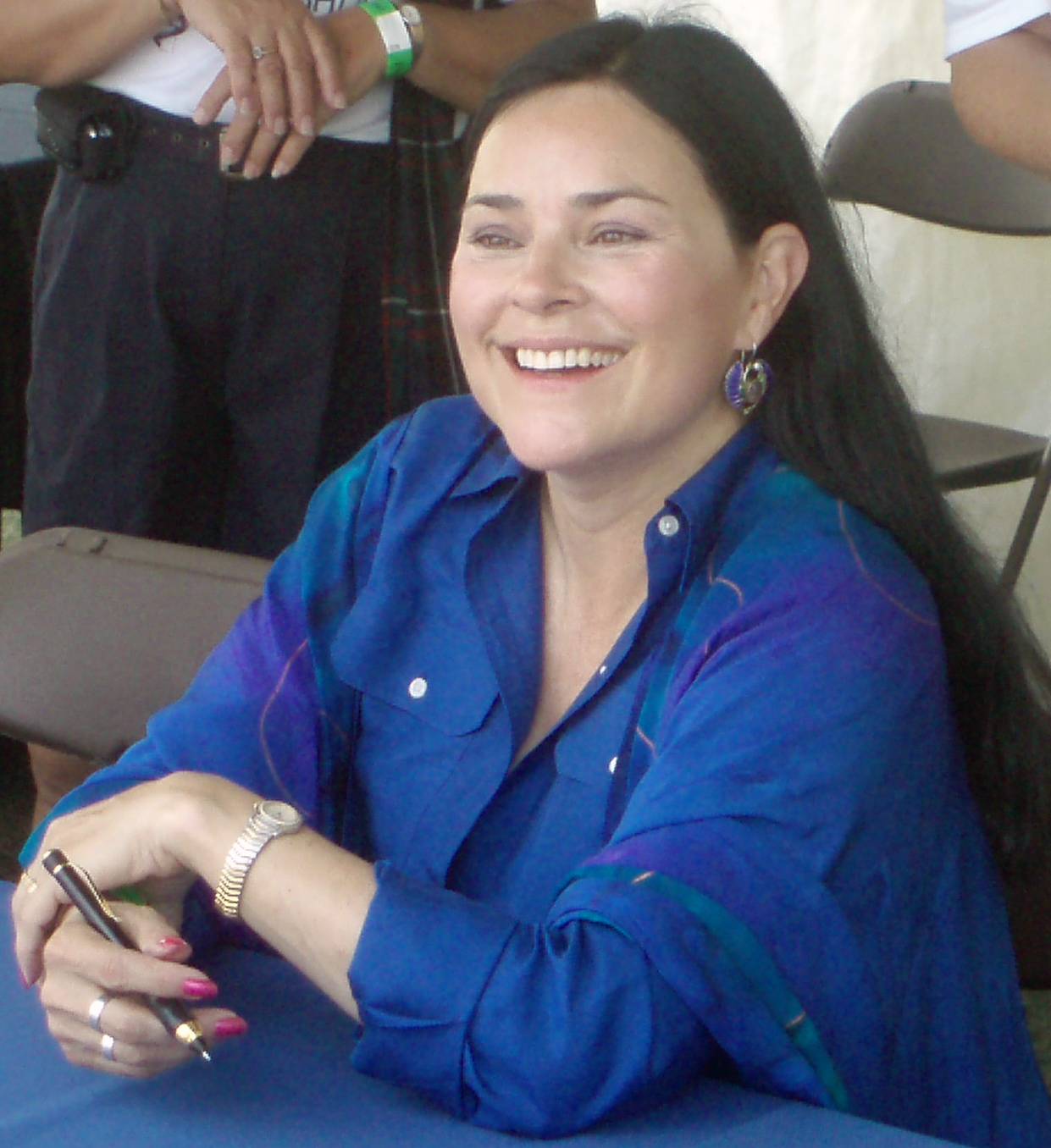
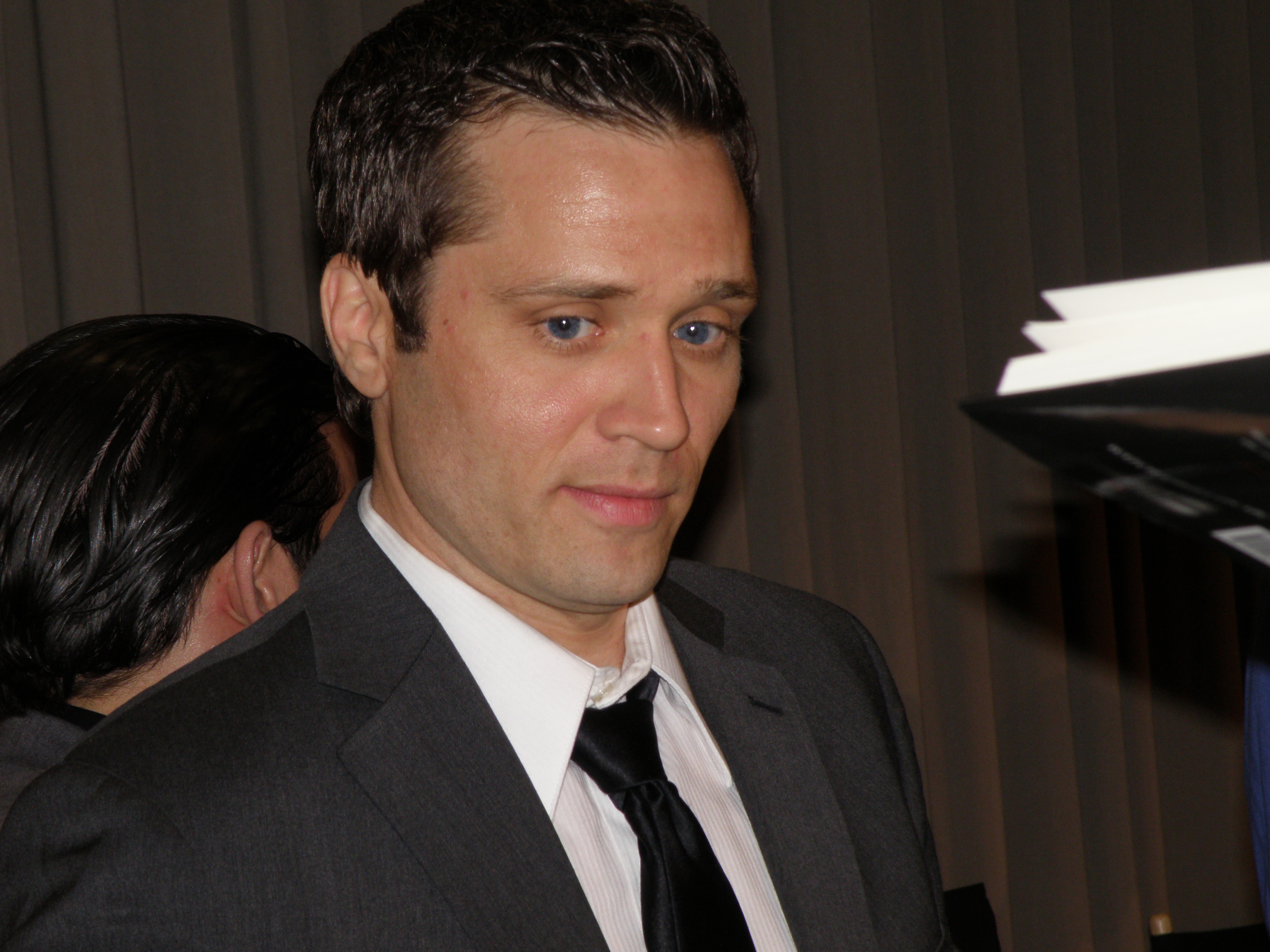